# 민사소송법의 원칙
민사소송법의 원칙은 미국 민사소송제도를 이루는 법리를 말한다. 미국법은 보통법 체계로 판례중심으로 법체계가 형성 발전되어 왔다. 연방국가 체제를 취함으로써 연방법, 주법의 이원화 체계를 가지고 있으며 사법제도 역시 이원화되어 있다. 민사소송법 역시 이원화 구조에서 연방법원과 주법원과의 관할 배분 문제에 많은 부분을 할애하고 있다.
미국 연방민사소송규칙은 제1장 규칙의 범위; 소송의 형태; 소송의 형태에서 다음과 같이 원칙을 설시하고 있다.
제1조 범위와 목적
이 규칙은 제81조의 예외를 제외한 모든 미국지방법원의 민사소송과 절차를 규율한다.  모든 소송과 절차가 공평하고 신속하며, 경제적인 판단을 확보하도록 해석되고 시행되어야 한다.